# Rachael Adams
Rachael Adams est une joueuse de volley-ball américaine née le 3 juin 1990 à Cincinnati (Ohio). Elle mesure 1,88 m et joue au poste de centrale. Elle totalise 67 sélections en équipe des États-Unis.

## Clubs
| Club                         | De        | À         |
| ---------------------------- | --------- | --------- |
| Université du Texas à Austin | 2008-2009 | 2010-2011 |
| Pałac Bydgoszcz              | 2012-2013 | 2012-2013 |
| MKS Dąbrowa Górnicza         | 2013-2014 | 2013-2014 |
| Imoco Volley                 | 2014-2015 | 2015-2016 |
| Eczacıbaşı İstanbul          | 2016-2017 | …         |

## Palmarès

### Équipe nationale
- Jeux olympiques
  -  2016 à Rio de Janeiro
- Championnat du monde
  - Vainqueur : 2014.
- Grand Prix mondial
  - Finaliste : 2016.
- Coupe panaméricaine
  - Vainqueur : 2013[1]
- Jeux Panaméricains
  - Vainqueur : 2015[4]
- Championnat d'Amérique du Nord
  - Vainqueur : 2015.

### Clubs
- Championnat du monde des clubs
  - Vainqueur : 2016.
- Supercoupe de Pologne
  - Vainqueur : 2013.
- Championnat d'Italie
  - Vainqueur : 2016.

### Distinctions individuelles
- Volley-ball féminin aux Jeux panaméricains de 2015: 2e meilleure centrale[4].
- Grand Prix mondial de volley-ball 2016: Meilleure centrale[5].